# 여름 호박

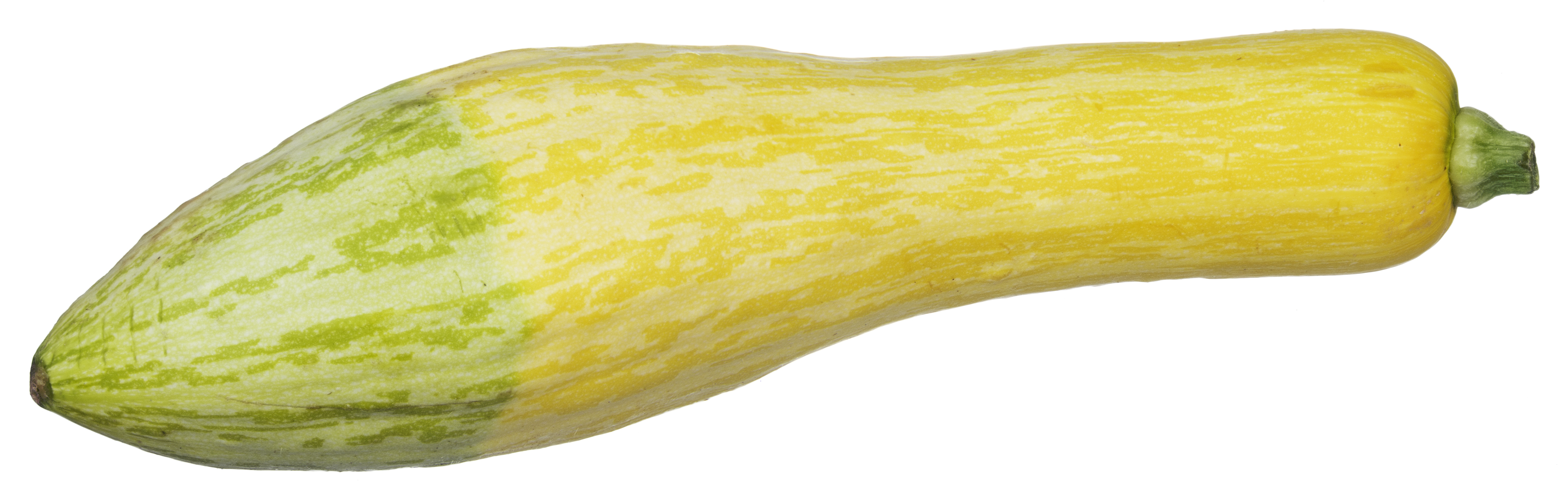
옐로서머스쿼시는 여름호박의 하나이다.

여름호박은 호박속 식물 중, 어리고 덜 여물었을 때 수확하여 껍질채 먹을 수 있는 호박들을 가리킨다. 대부분의 여름호박이 페포호박(Cucurbita pepo) 품종이나, 페포호박 품종을 모두 여름호박으로 먹는 것은 아니다. 한국에서 먹는 애호박은 호박(C. moschata)의 여름호박 품종이다.

## 같이 보기
- 겨울 호박